# هوسار، آلبرتا
هوسار، آلبرتا (به انگلیسی: Hussar, Alberta) یک منطقهٔ مسکونی در کانادا است که در آلبرتا واقع شده‌است. هوسار ۱۹۰ نفر جمعیت دارد و ۹۱۰ متر بالاتر از سطح دریا واقع شده‌است.